# پریست ریور (آیداهو)
پریست ریور (به انگلیسی: Priest River) شهری در شهرستان بونر ایالت آیداهو است که جمعیت آن در سرشماری سال ۲۰۱۰ میلادی ۱٬۷۵۱ نفر بوده است.